# Bombina
Genre
Synonymes
- Bombinator Merrem, 1820
- Glandula Tian & Hu, 1985
- Grobina Dubois, 1987 "1986"

Bombina est un genre d'amphibiens de la famille des Bombinatoridae.
On les appelle communément Sonneurs ou Crapauds sonneurs.

## Répartition
Les cinq espèces de ce genre se rencontrent en Europe, en Turquie, en Russie, en Corée, en Chine et au Viêt Nam.

## Liste des espèces
Selon Amphibian Species of the World (11 juin 2017) :
- Bombina bombina (Linnaeus, 1761) — Sonneur à ventre de feu
- Bombina maxima (Boulenger, 1905)
- Bombina microdeladigitora Liu, Hu, & Wang, 1960
- Bombina orientalis (Boulenger, 1890) — Sonneur oriental
- Bombina variegata (Linnaeus, 1758) — Sonneur à ventre jaune

## Taxinomie
Yu, Yang, Zhang et Rao en 2007 ont révisé ce genre, ils ont placé Bombina fortinuptialis et Bombina microdeladigitora en synonymie avec Bombina maxima.

## Publication originale
- Oken, 1816 : Lehrbuch der Naturgeschichte. Dritter Theil, Zoologie. Zweite Abtheilung, Fleischthiere. Jena, Schmid, p. 1–1272.